# Mourjou
Mourjou ist eine Ortschaft und eine ehemalige französische Gemeinde mit 292 Einwohnern (Stand: 1. Januar 2022) im Département Cantal in der Region Auvergne-Rhône-Alpes. Sie gehörte zum Arrondissement Aurillac und zum Kanton Maurs.
Mit Wirkung vom 1. Januar 2019 wurden die ehemaligen Gemeinden Calvinet und Mourjou zur Commune nouvelle Puycapel zusammengeschlossen und haben in der neuen Gemeinde der Status einer Commune déléguée. Der Verwaltungssitz befindet sich im Ort Calvinet.
Nachbarorte sind Saint-Antoine im Norden, Calvinet im Nordosten, Cassaniouze im Südosten, Saint-Santin im Süden, Fournoulès im Südwesten, Saint-Constant im Westen und Leynhac im Nordwesten.

## Bevölkerungsentwicklung
| Jahr      | 1962 | 1968 | 1975 | 1982 | 1990 | 1999 | 2008 | 2015 |
| --------- | ---- | ---- | ---- | ---- | ---- | ---- | ---- | ---- |
| Einwohner | 626  | 609  | 543  | 503  | 420  | 354  | 327  | 327  |